# 圣马丁德弗赖尼欧
圣马丹德弗赖尼欧（法語：Saint-Martin-de-Fraigneau，法語發音：[sɛ̃ maʁtɛ̃ də fʁɛɲo]）是法国卢瓦尔河地区大区旺代省的一个市镇，位于该省东南部，属于丰特奈勒孔特区。

## 地理
圣马丹德弗赖尼欧（46°26'5"N, 0°44'43"W）面积13.56 平方千米，位于法国卢瓦尔河地区大区旺代省，该省份为法国西部沿海省份，北起大西洋卢瓦尔省和曼恩-卢瓦尔省，西临大西洋，南至滨海夏朗德省，东部及东南部与德塞夫勒省接壤。
与圣马丹德弗赖尼欧接壤的市镇（或旧市镇、城区）包括：丰特奈勒孔特、旧圣皮埃尔、克桑通-沙斯农、杜瓦莱方丹。
圣马丹德弗赖尼欧的时区为UTC+01:00、UTC+02:00（夏令时）。

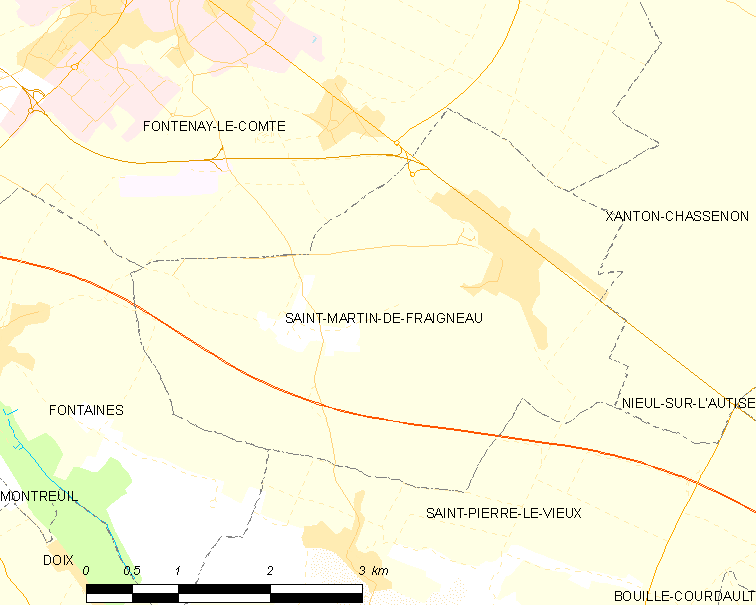
圣马丹德弗赖尼欧的OSM定位图

## 行政
圣马丹德弗赖尼欧的邮政编码为85200，INSEE市镇编码为85244。

## 政治
圣马丹德弗赖尼欧所属的省级选区为丰特奈勒孔特县。

## 人口

1962-2008年间圣马丹德弗赖尼欧人口变化图示

圣马丹德弗赖尼欧于2022年1月1日时的人口数量为802人。